# 卡瑙贝拉达佩尼亚
卡瑙贝拉达佩尼亚是巴西伯南布哥州的一个市镇。总面积995.2平方公里，总人口11689人，人口密度11.7人/平方公里。